# Hammatofera nodicornis
Hammatofera nodicornis är en insektsart som först beskrevs av Hermann Burmeister 1838.  Hammatofera nodicornis ingår i släktet Hammatofera och familjen vårtbitare. Inga underarter finns listade i Catalogue of Life.